# Гидрофлайт
Гидрофлайт (Hydroflight; иногда «гидрофлай») — вид экстремальной активности, развившейся и ставшей зрелищным видом спорта, где атлет при помощи специального оборудования двигается по сложной траектории, используя реактивную тягу потока одной, двух или нескольких водяных струй.
В 2011 году в мире водного экстрима получила распространение новинка под названием флайборд — комплект приспособлений для подключения к водомёту гидроцикла, позволяющий летать с помощью гидрореактивной тяги на специальной доске с соплами. Чуть раньше на рынке появились изделия ранцевого типа компании JetLev. Почти одновременно появились продукты других компаний, но популярность и доступность версии флайборд Фрэнки Запата сделала название бренда нарицательным. После 2018 года линейка продуктов флайборд перестала обновляться, в этом же году прошел последний чемпионат мира под брендом Zapata, рынок устройств стали завоевывать другие производители. Наименование «флайборд» стало заменяться термином «гидрофлайт».
Принцип действия гидрофлайт-аппаратов. Водометом аквабайка (гидроцикла или устройства, выполняющего роль помпы) нагнетается вода, которая с помощью специального приспособления, через шланг поступает к снаряду, оборудованному распределителем водного потока и соплами (обычно два, но возможны варианты). Снарядом основного комплекта оборудования является доска (Flyboard ZR, Jetblade и др.), которая крепится к ногам спортсмена с помощью специальной обуви (ботинки для вейкборда) или иным образом. Существуют также снаряды ранцевого типа (Jetpack), ховерборд (Hoverboard), сидячие или полусидячие типа bike (Jetovator) и другие. В отдельный вид выделяются снаряды с электромеханическими элементами управления (Flyride и т. п.)
Спортсмен, балансируя корпусом и управляя вектором реактивной тяги, движется над поверхностью водоема, на высоте до 19 метров при стандартном комплекте оборудования, либо в полупогруженном или погруженном состоянии, выполняя трюки разного уровня сложности. При этом аквабайк выполняет роль помпы (нагнетателя воды) и движется за шлангом. Сила реактивной тяги регулируется либо курком газа на гидроцикле, либо с помощью системы радиоуправления акселератором (EMK). В первом случае необходимо участие квалифицированного ассистента, который сидит непосредственно на гидроцикле и контролирует курок газа, а во втором спортсмен выполняет эту функцию самостоятельно с помощью специального пульта дистанционного управления.
Основные компоненты комплекта для гидрофлайта:
- интерфейс — адаптер для подключения системы к корпусу водомета гидроцикла (помпы);
- U-образная труба (U-pipe), которая изменяет направление водного потока на 180° от вектора тяги водомета аквабайка к шлангу;
- шланг, подводящий воду под давлением от водомёта к снаряду, с промежуточной фиксацией шланга у носовой части аквабайка при помощи прочной петли. Также возможны многосегментные конструкции;
- система вращения (swivel), надежно закрепленная на шланге с обеих сторон, одна из которых крепится к колену (U-pipe) или на носу гидроцикла, через короткую часть шланга, присоединенную к водомету, другая непосредственно к снаряду.
- различные модели гидроцикла и силового комплекта снаряда могут требовать использования различных проставок, адаптеров и уплотнителей. Также существуют оригинальные системы подключения, о которых будет отдельная статья.

В 2019 году гидрофлайт был временно внесен во Всероссийский реестр видов спорта Министерства спорта Российской Федерации, как относящийся к классу «аквабайк», что не вполне корректно. Был создан Комитет по гидрофлайту при Федерации водно-моторного спорта России, которым были разработаны правила проведения соревнования и регламент. В 2020 году в Московской области прошел первый официальный национальный чемпионат по гидрофлайту в рамках Чемпионата России по аквабайку и новым дисциплинам. Осенью 2020 года был разыгран Кубок России в Тверской области на акватории ивент-отеля Конаково.
Тем не менее, гидрофлайт не может считаться водно-моторным спортом, в котором определяющим признаком является мастерство управления судном с мотором. В гидрофлайте спортсмен не управляет аквабайком, выполняющем функцию насоса. Практически все элементы управления гидроциклом не задействованы; он не является необходимым элементом, так как существуют неуправляемые нагнетатели или стационарные, береговые насосные станции, подающие водный поток к спортивному снаряду гидрофлайт-райдера. Опыт показал, что принципы судейства, регламент соревнований и подготовка спортсменов существенно отличаются и от гоночных водномоторных дисциплин, и от фристайла. Очевидно, что пребывание в составе водно-моторных дисциплин явление временное. Сейчас создаются перспективные персональные аппараты с реактивной тягой и принципами управления близким к гидрофлайту/флайборду. Разработки в этом направлении уже ведут к возникновению новых аппаратов, владеющих ими райдеров и следственно состязаний в мастерстве их управления. Девайсы с реактивной тягой, к которым относятся все ныне существующие спортивные снаряды, используемые в гидрофлайте, естественным образом будут классифицированы как спортивные снаряды особого, нового типа.
Единомышленники гидрофлайт-движения, основатели спортивной дисциплины гидрофлайт группа АССА, их партнеры и компаньоны, составляющие крупное международное сообщество, в настоящее время формируют перспективное направление, которое станет новым видом спорта под рабочим наименованием Thrust Vectored Flight (Thrust Vector Control), который объединит использование в качестве спортивных снарядов устройств типа Джетпак от компании Jet Aviation, ручной джет флайер от Gravity Industries, Flyboard Air Фрэнка Запаты и других, в том числе разработки российских инноваторов. В планах определение, классификация и легализация нового типа персональных устройств движения с помощью реактивной тяги.
Зрелищность полета гидрофлайт-райдеров привела к созданию особого жанра шоу, одиночных и групповых, в том числе с применением различных спецэффектов и пиротехники. Крупнейшее представление с участием группы гидрофлайт-шоу прошло в 2021 году во время празднования 800-летия Нижнего Новгорода.

## Галерея

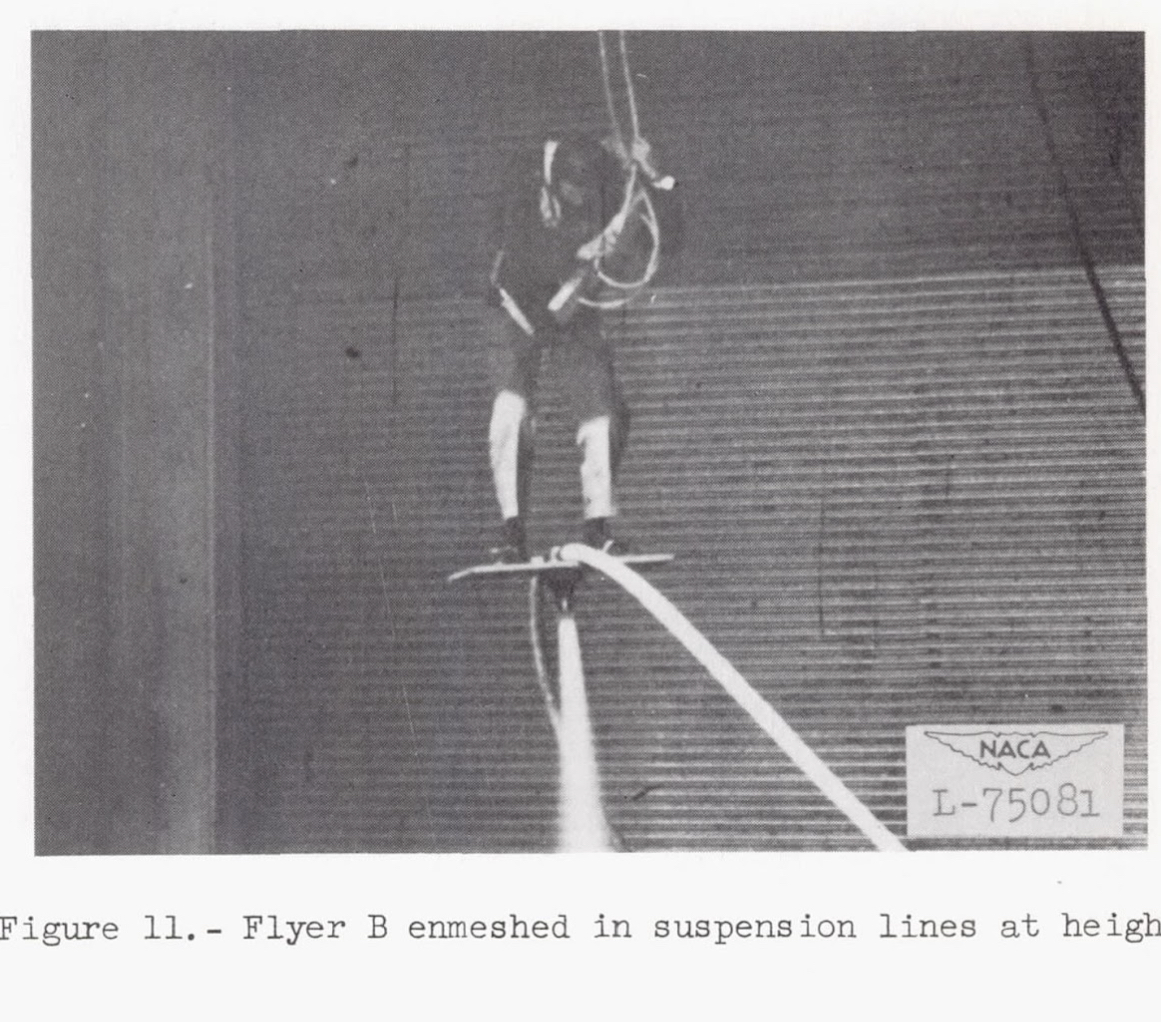
Экспериментальный полёт с помощью гидрореактивной тяги. Вода подается пожарными шлангами. Лаборатория NASA, Лэнгли, США. 1951—1953 годы
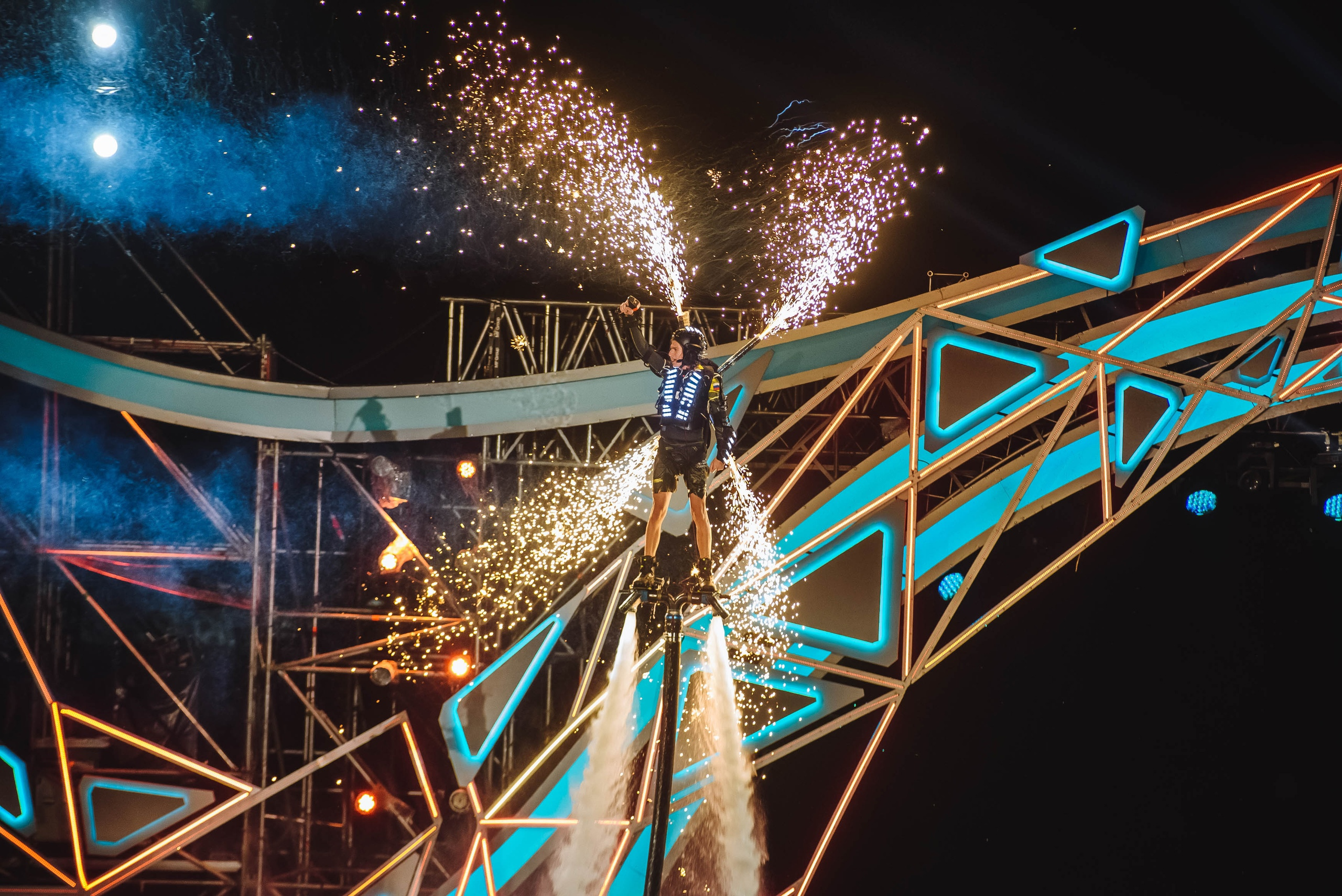
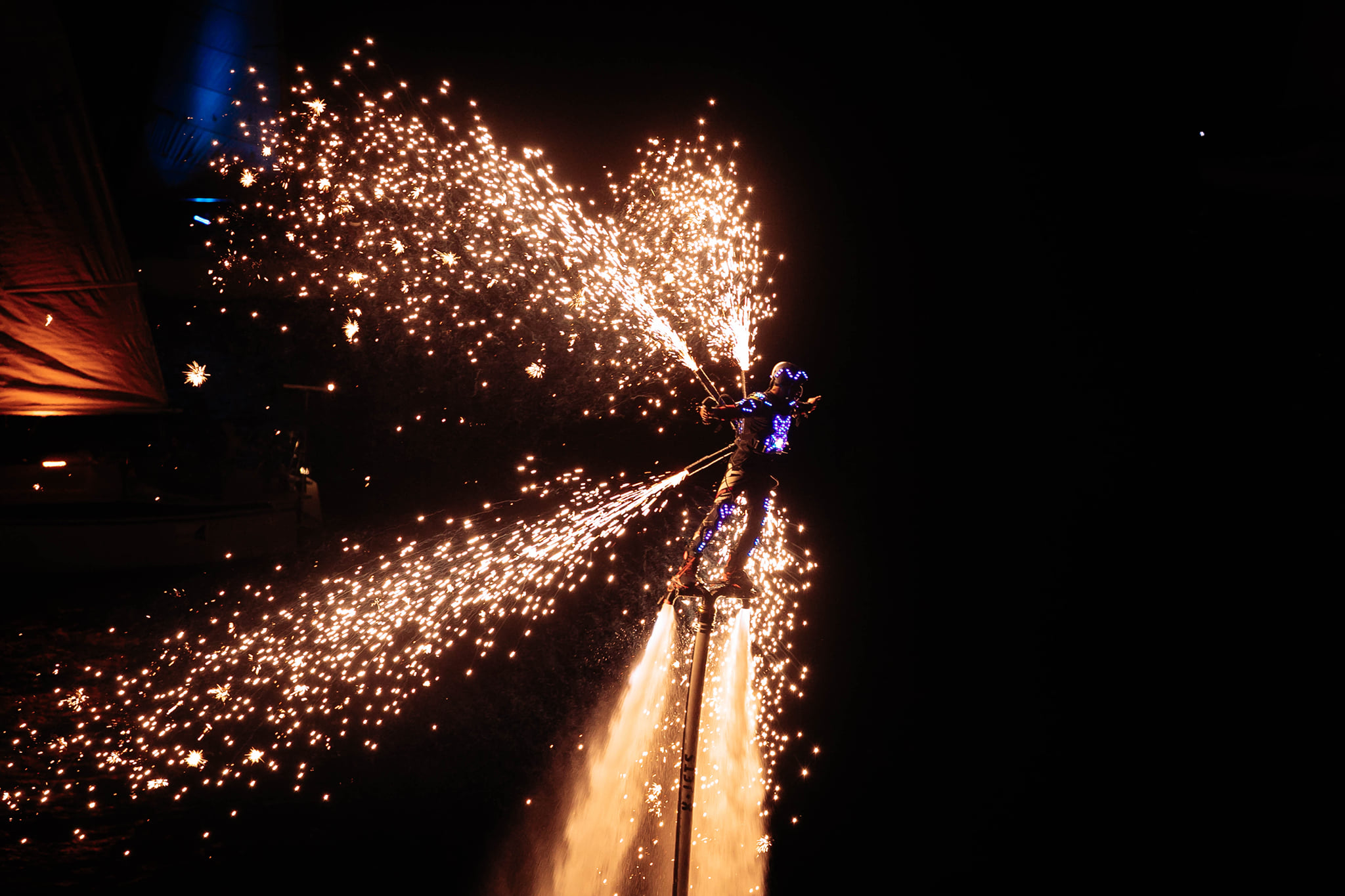
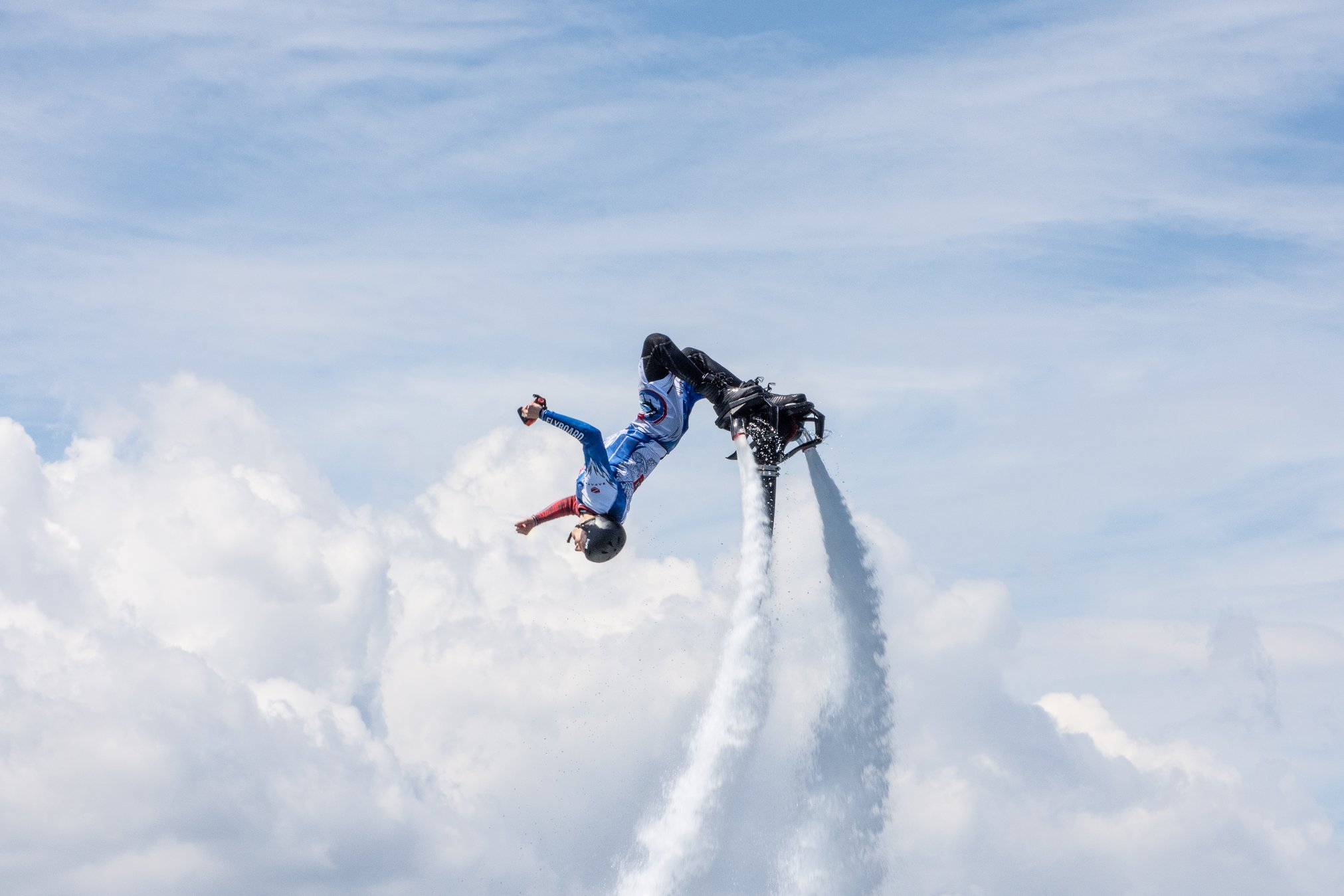
2018 год. Франция. Кавальер-сюр-Мер
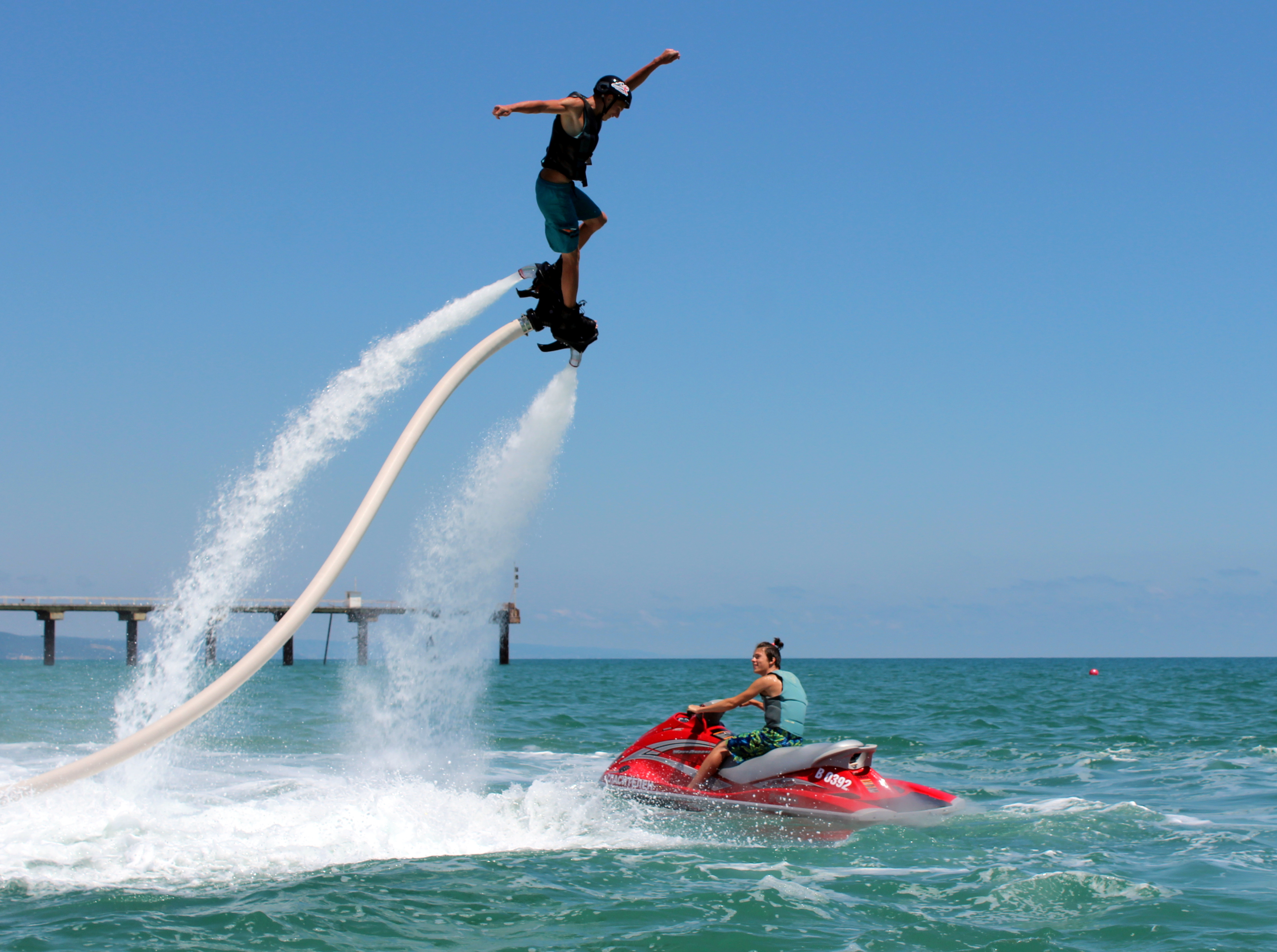
Обучение полетам на пляжной прокатной станции
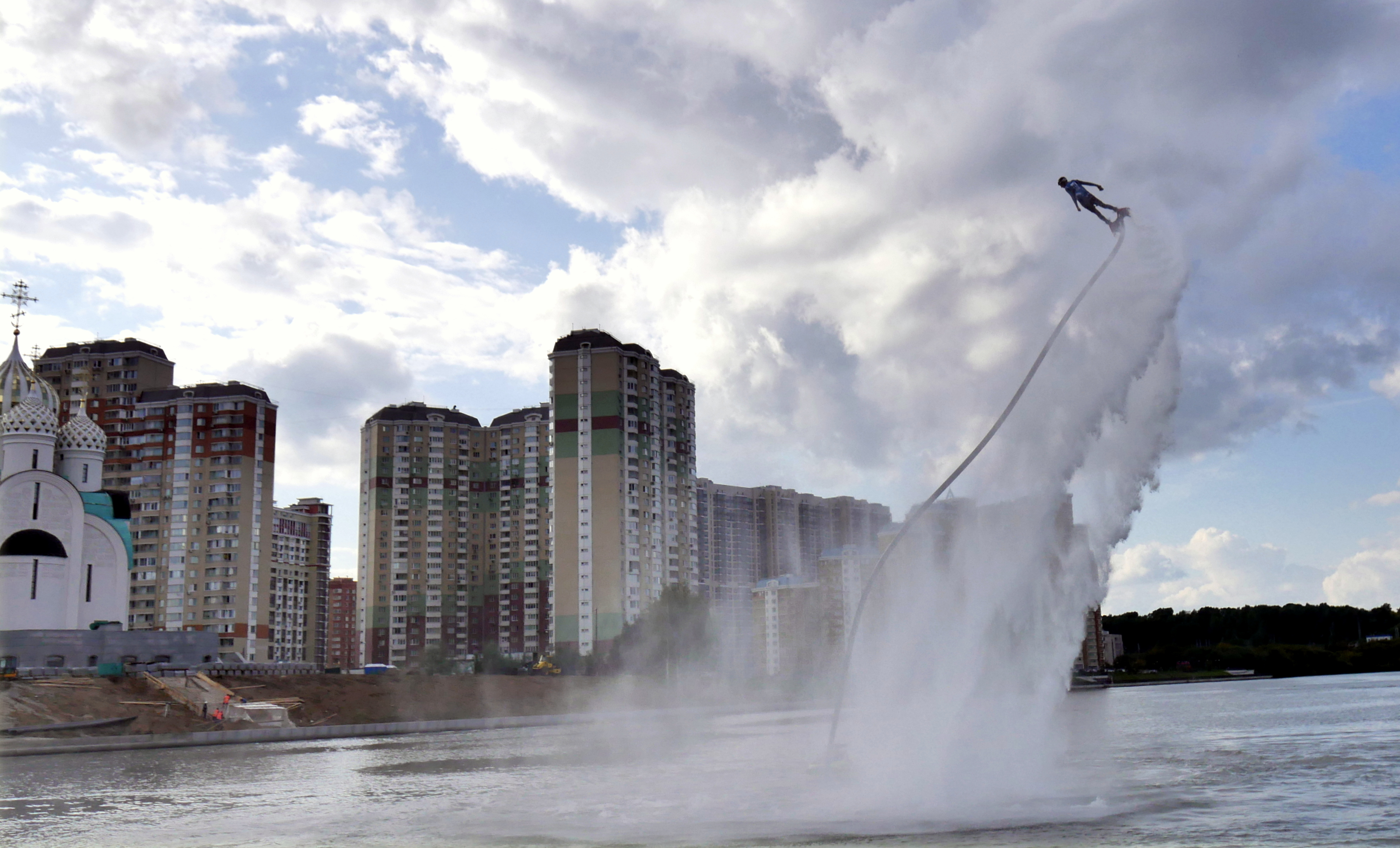